# Ascesa Bulgara
Ascesa Bulgara (in bulgaro: Български възход - БV; trasl. Balgarski vazhod - BV) è un partito politico bulgaro pigliatutto di orientamento ed ideologie conservatrici, sovraniste ed euroscettiche fondato il 5 maggio 2022.
Guidato da Stefan Janev, già primo ministro ad interim della Bulgaria durante la crisi politica iniziata con le dimissioni del Governo Borisov III e conclusasi con il giuramento del Governo Petkov (di cui è anche stato, dal 14 dicembre 2021 al 1º marzo 2022, Ministro della Difesa), nonché Brigadier generale dell’Esercito bulgaro (prima di divenire un politico).

## Storia
Il partito nasce il 5 maggio 2022, su idea dello stesso Janev che, costretto alle dimissioni da Ministro della Difesa nel Governo Petkov dopo aver definito l’Invasione russa dell'Ucraina del 2022 una “operazione militare speciale” e non una guerra (appoggiando così la retorica propagandistica del Cremlino per minimizzare gli eventi), ha deciso di continuare la sua carriera politica fondando un suo partito due mesi dopo.
Esso si presenta per la prima volta, insieme al alcuni partiti minori uniti in coalizione (Svoboda, il Partito dei Verdi, 
Alternativa per la Rinascita Bulgara, Unione Nazionale Agraria e l'Unione dei Liberi Democratici), alle Elezioni parlamentari in Bulgaria del 2022, in cui ottiene il 4,62% dei voti (pari a 12 seggi), entrando così ufficialmente nel parlamento del Paese.

## Ideologia
Considerato un partito pigliatutto, alcuni descrivono il partito sia pro-Putin che pro-Russia.
C'è poco consenso sulle posizioni del partito sulle questioni economiche. Esse sono state etichettate come di centro-sinistra, anche se lo stesso Janev ha affermato che “il partito non è né a destra né a sinistra”.
Il partito ha raccolto alcune critiche per non aver espresso posizioni sostanziali e consistenti sulla maggior parte delle questioni politiche.

## Risultati elettorali
| Elezione          | Voti    | %    | Seggi    | Posizione         |
| ----------------- | ------- | ---- | -------- | ----------------- |
| Parlamentari 2022 | 115.867 | 4,62 | 12 / 240 | Maggioranza       |
| Parlamentari 2023 | 77 420  | 3,06 | 0 / 240  | Extraparlamentari |